# Congress Heights (stanice metra ve Washingtonu)
Congress Heights je stanice Washingtonského metra.
Stanice se nachází na zelené lince. Je poslední, která leží na území města Washington, D.C. v jeho jihovýchodním úseku zelené linky. Nad stanicí vede ulice Alabama Avenue, nedaleko se nachází i nemocnice St. Elisabeth's hospital. Stanice je jednolodní s ostrovním nástupištěm a jedním výstupem, strop je stejný jako ve stanici Georgia Avenue-Petworth, mírně se liší od ostatních stanic. Congress Heights slouží veřejnosti od 13. ledna 2001.